# Stefan Živković
Stefan Živković (in serbo Стефан Живковић?; Kruševac, 1º giugno 1990) è un calciatore serbo, difensore dell'Hajduk Kula.